# Najah al-Attar
Najah Al-Attar (en árabe: نجاح العطار‎) (Damasco, 10 de enero de 1933) fue la vicepresidenta de la República Árabe Siria desde 2006 hasta 8 de diciembre de 2024 tras el derrocamiento de Bashar al-Ásad de la presidencia, fue la única mujer en ocupar el puesto. Previamente fue ministra de cultura entre 1976 y 2000.

## Historia

### Primeros años y educación
Nació el 10 de enero de 1933 y se crio en Damasco como miembro de una familia musulmana sunita. Su padre, aristócrata, fue uno de los primeros líderes nacionalistas árabes que participaron en la revuelta siria de 1925-1927 contra el Mandato francés de Siria. Su hermano Issam dirigió la rama siria de la organización de los Hermanos Musulmanes y vive en el exilio en Alemania.
Estudió pedagogía en la Universidad de Damasco, donde se graduó en 1954, y obtuvo un doctorado en literatura árabe de la Universidad de Edimburgo en el Reino Unido en 1958.

### Carrera
Attar es traductora y comenzó a enseñar en las escuelas secundarias en Damasco tras su regreso de Escocia. Luego trabajó en el Departamento de Traducción Literaria del gobierno de Siria, siendo su directora en 1969. En 1976, Háfez al-Ásad la nombró como Ministra de Cultura, sirviendo en ese puesto hasta 2000 cuando se le otogó la jubilación, luego de 24 años y cuatro primeros ministros.
Después de los ataques terroristas del 11 de septiembre de 2001, el nuevo presidente de Siria, Bashar al-Ásad nombró a Najah al-Attar, como directora del Centro para el Diálogo de Civilizaciones; una organización académica cuya actividad principal es la organización de la investigación, análisis y publicación de artículos sobre la política global del mundo después del 11-S. En los años 2003-2010 fue miembro del Consejo de la Universidad Kalamun, una de las universidades privadas más antiguas de Siria. Es también miembro de la Junta de Síndicos de la Universidad Virtual de Siria, el primer proyecto de educación a distancia en línea de Siria.
Es miembro del Presidium de la Unión de Escritores Árabes, y la asociación de críticos literarios. Ella, autora de varios libros, ha colaborado con el escritor sirio Hanna Mina.
El 23 de marzo de 2006, fue nombrada vicepresidenta, siendo la primera mujer en ese puesto de Siria y el mundo árabe. Su cargo fue renovado el 8 de julio de 2015.